# Pyrola macrocalyx
Pyrola macrocalyx là một loài thực vật có hoa trong họ Thạch nam. Loài này được Ohwi miêu tả khoa học đầu tiên năm 1932.